# Alex Paulo Menezes Santana
Alex Paulo Menezes Santana (Morungaba, 13 maggio 1995) è un calciatore brasiliano, centrocampista del Corinthians.

## Caratteristiche tecniche
È un trequartista.

## Carriera
Cresciuto nel settore giovanile del Paulista e successivamente all'Internacional, ha esordito in prima squadra l'11 ottobre 2013 in occasione del match di Série A perso 2-1 contro il Flamengo.
Nel corso del 2016 viene ceduto in prestito prima al Criciúma, dove non colleziona presenze, e poi al Guarani, con cui realizza una rete in 12 partite.
Nel 2017 passa in prestito al Paraná Clube, tornando poi brevemente all’Internacional, senza scendere in campo. Nel 2018 fa ritorno al Paraná, stavolta a titolo temporaneo, e disputa una stagione positiva con 4 gol in 27 presenze.
Nel 2019 si trasferisce al Botafogo, dove resta per due stagioni, segnando 5 reti in 24 presenze. Nel 2020 si trasferisce in Bulgaria al Ludogorec, dove gioca 46 partite segnando 12 gol.
Nel 2022 torna in Brasile, firmando con l’Athletico Paranaense, per poi approdare nel 2024 al Corinthians, con cui gioca da titolare in Campeonato Brasileiro Série A.

## Palmarès

### Club

#### Competizioni nazionali
- Campionato bulgaro: 2

Ludogorec: 2020-2021, 2021-2022
- Supercoppa di Bulgaria: 1

Ludogorec: 2021

#### Competizioni statali
- Campionato paulista: 1

Corinthians: 2025